# بیس (تری متیل سیلیل) استیلن
بیس(تری متیل سیلیل)استیلن  (به انگلیسی: Bis(trimethylsilyl)acetylene) با فرمول شیمیایی C8 H18 Si2 یک ترکیب شیمیایی با شناسه پاب‌کم 1923 است. که جرم مولی آن ۱۷۰٫۴۰۱۹۲ گرم بر مول می‌باشد. شکل ظاهری این ترکیب، Colorless to white Liquid است.